# Regione Sud del Brasile
Il Sud (in portoghese Sul) è una delle cinque regioni che formano il primo livello di suddivisione del Brasile. Comprende gli Stati di Santa Catarina, del Paraná e del Rio Grande do Sul. La regione Sud è la minore regione del Brasile e fa parte della regione geo economica Centro-Sud. Si tratta di un grande polo turistico, economico e culturale, con grande influenza europea, soprattutto di origine italiana, tedesca e slava. La regione Sud presenta indicatori sociali alti sotto diversi aspetti: ha il più alto Indice di sviluppo umano del Brasile, 0,975, e il secondo più grande PIL pro capite del paese, 93.208,00 reale, dietro solo alla regione sud-est. La regione è anche la più alfabetizzata, 99,8% della popolazione.
Confina con l'Uruguay a sud, con l'Argentina e il Paraguay ad ovest, con il Centro-Ovest e con il Sudest del Brasile a nord e l'Oceano Atlantico a est.
La sua storia è caratterizzata da grande immigrazione europea, per la Guerra dei Farrapos o "Rivoluzione Farroupilha" (1835-1845), la Rivoluzione Federalista (1893-1895), con il suo evento principale l'assedio di Lapa. Altra rivoluzione della storia della regione è stata la Guerra del Contestato (1912-1916), di carattere religioso.

## Caratteristiche generali

### Alta densità di popolazione
La regione sud è la più piccola tra le aree territoriali del Brasile, coprendo il 17% circa del territorio
brasiliano; il numero di abitanti (27 milioni) è però superiore al doppio del numero di abitanti della regione Nord e della regione Centro-Ovest, e la densità media raggiunge circa i 47 abitanti per km².
Con uno sviluppo relativamente uguale nel settori primario, secondario e terziario, questa popolazione presenta il più alto tasso di alfabetizzazione registrato in Brasile, il che spiega, in parte, lo sviluppo socioeconomico della regione in confronto con altre regioni brasiliane.

### Localizzazione a sud del Tropico del Capricorno e clima
Il Sud è l'unica regione brasiliana situata quasi interamente sotto il Tropico del Capricorno e, pertanto, è la più fredda del Brasile. Il clima dominante è quello subtropicale e sono frequenti le brinate. Ad altitudini elevate può occasionalmente nevicare. Le stagioni dell'anno sono ben definite e le piogge, in generale, sono ben distribuite nel corso dell'anno.
Il clima è temperato umido (secondo la classificazione dei climi di Köppen) negli altopiani meridionali, e subtropicale nella striscia costiera atlantica, con temperature elevate.

### Paesaggi geoeconomici ben differenziati
Al tempo della colonizzazione la regione era suddivisa tra zone boscose e zone occupate da campi; la prima, colonizzata dagli immigrati tedeschi, italiani e slavi, ha assunto un aspetto europeo, con piccole e medie aziende agricole rivolte alla policoltura.
Le regioni dei campi, al contrario, sono state inizialmente utilizzate per l'allevamento estensivo, e successivamente, anche per la coltivazione di grano e soia. Oggi, con l'esodo rurale e le innovazioni di agricoltura, è aumentata moltissimo la concentrazione fondiaria nella regione.
Attualmente, in aggiunta a questi due paesaggi, ci sono anche delle zone industriali e urbanizzate, in particolare nelle aree metropolitane di Curitiba, nel Paraná e a Porto Alegre, nel Rio Grande do Sul.
È anche importante evidenziare che la regione settentrionale del Paraná, che comprende città come Londrina e Maringá, è considerato il "Granaio del Brasile", avendo la maggiore produzione di cereali del paese e la terza più grande al mondo.
Sebbene distinte, queste regioni geoeconomiche sono integrate, e questo facilita la caratterizzazione della regione come la più uniforme del Brasile per indice di sviluppo umano.

## Suddivisione

### Stati federati
- Paraná (Curitiba)
- Santa Catarina (Florianópolis)
- Rio Grande do Sul (Porto Alegre)

### Città principali
- Curitiba[1] (1.828.092)
- Porto Alegre  (1.441.554)
- Londrina[1] (505.184)
- Florianópolis  (500.973)
- Maringá  (357.067)

## Economia

### Agricoltura

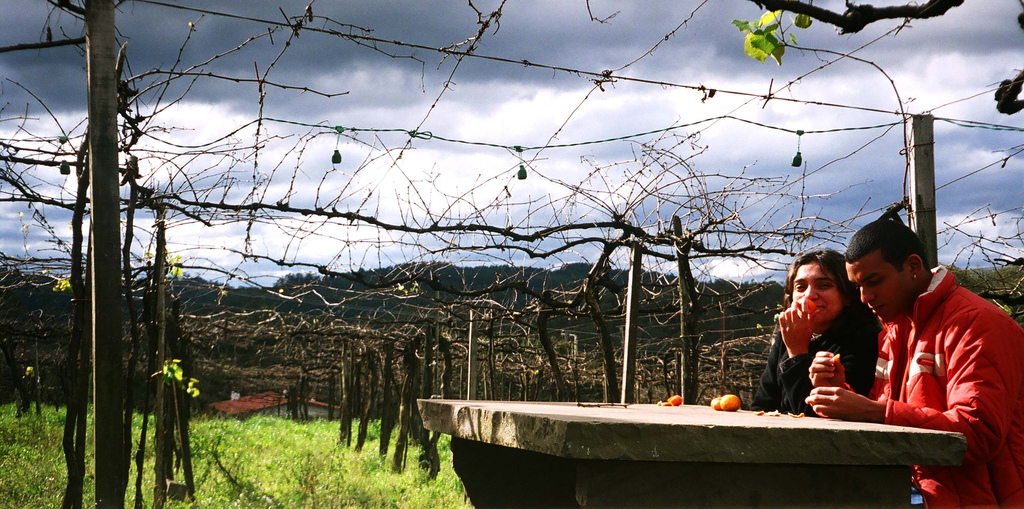
Azienda vinicola a Rio Grande do Sul.

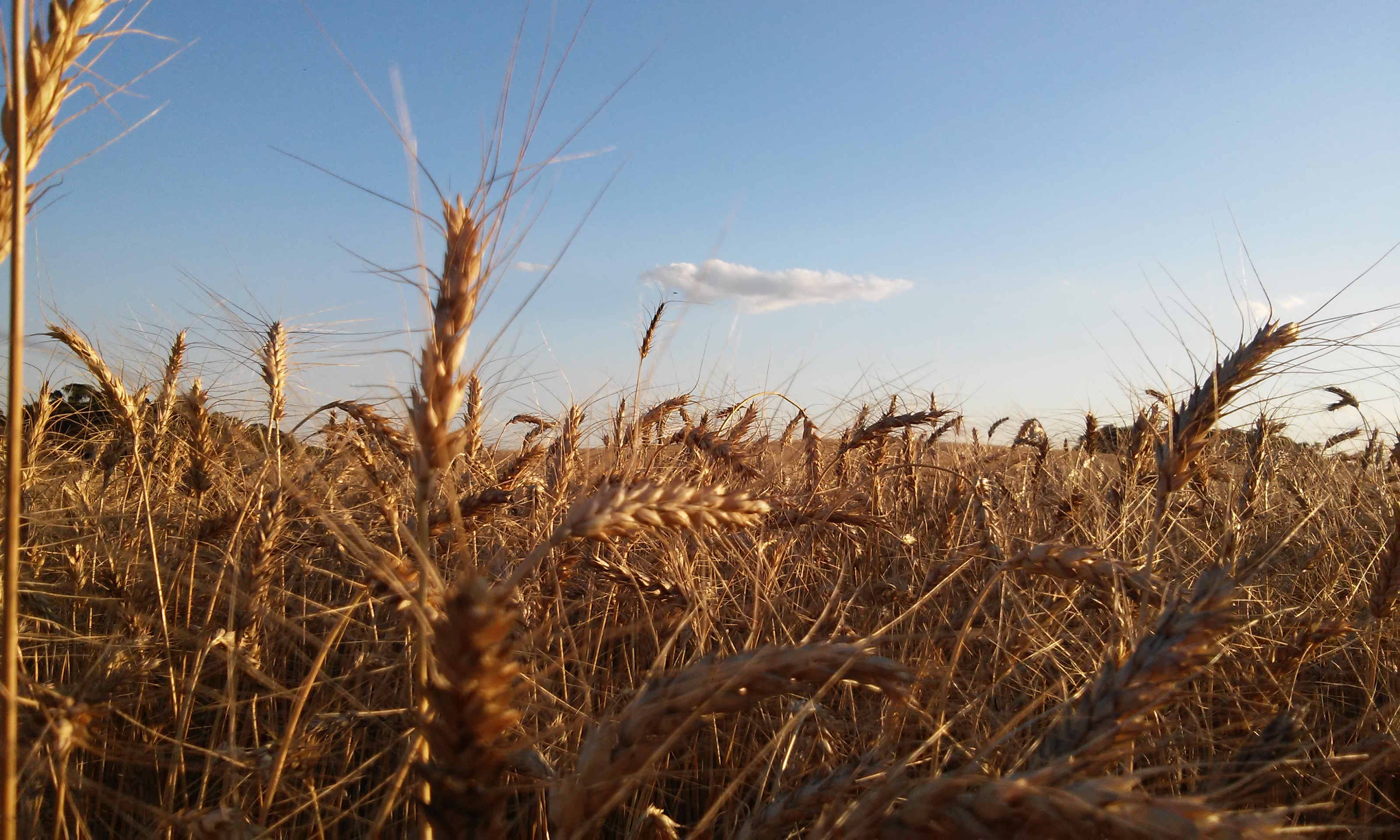
Grano in Paraná.

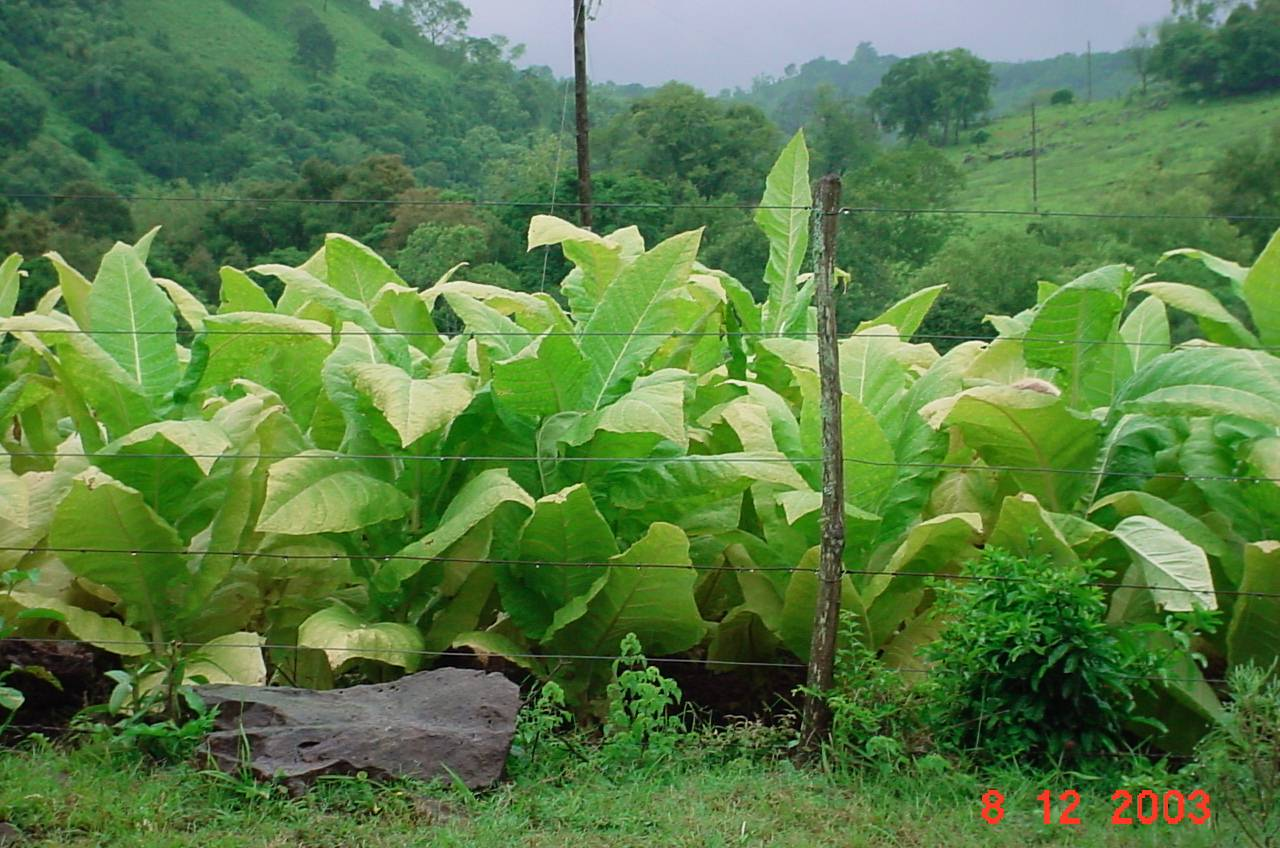
Tabacco a Rio Grande do Sul.

I principali prodotti agricoli coltivati sono:
- soia (35% della produzione del paese, che è il più grande produttore mondiale);
- mais (35% della produzione del paese, che è il 3º produttore mondiale);
- tabacco (quasi tutta la produzione del paese, che è il secondo produttore mondiale e il più grande esportatore);
- riso (80% della produzione del paese, che è il nono produttore mondiale);
- uva (quasi tutta la produzione del paese, che è l'undicesimo produttore mondiale);
- mela (quasi tutta la produzione del Paese, che è il tredicesimo produttore mondiale);
- grano (quasi tutta la produzione del paese);
- avena (quasi tutta la produzione del paese);
- canna da zucchero (8% della produzione del paese, che è il più grande produttore mondiale);
- cassava (25% della produzione del paese, che è il quinto produttore mondiale);
- yerba mate (quasi tutta la produzione del paese, che è uno dei maggiori produttori al mondo);
- fagiolo (26% della produzione del paese, che è il terzo produttore mondiale);

oltre a produrre quantità rilevanti di:
- arancio (6% della produzione del paese, che è il più grande produttore mondiale);
- mandarino (30% della produzione del paese, che è il sesto produttore al mondo);
- kaki (20% della produzione del paese, che è il sesto produttore mondiale);
- orzo, pesca,  fico e cipolla (la maggior parte della produzione del paese);
- fragola.[2]

### Bestiame

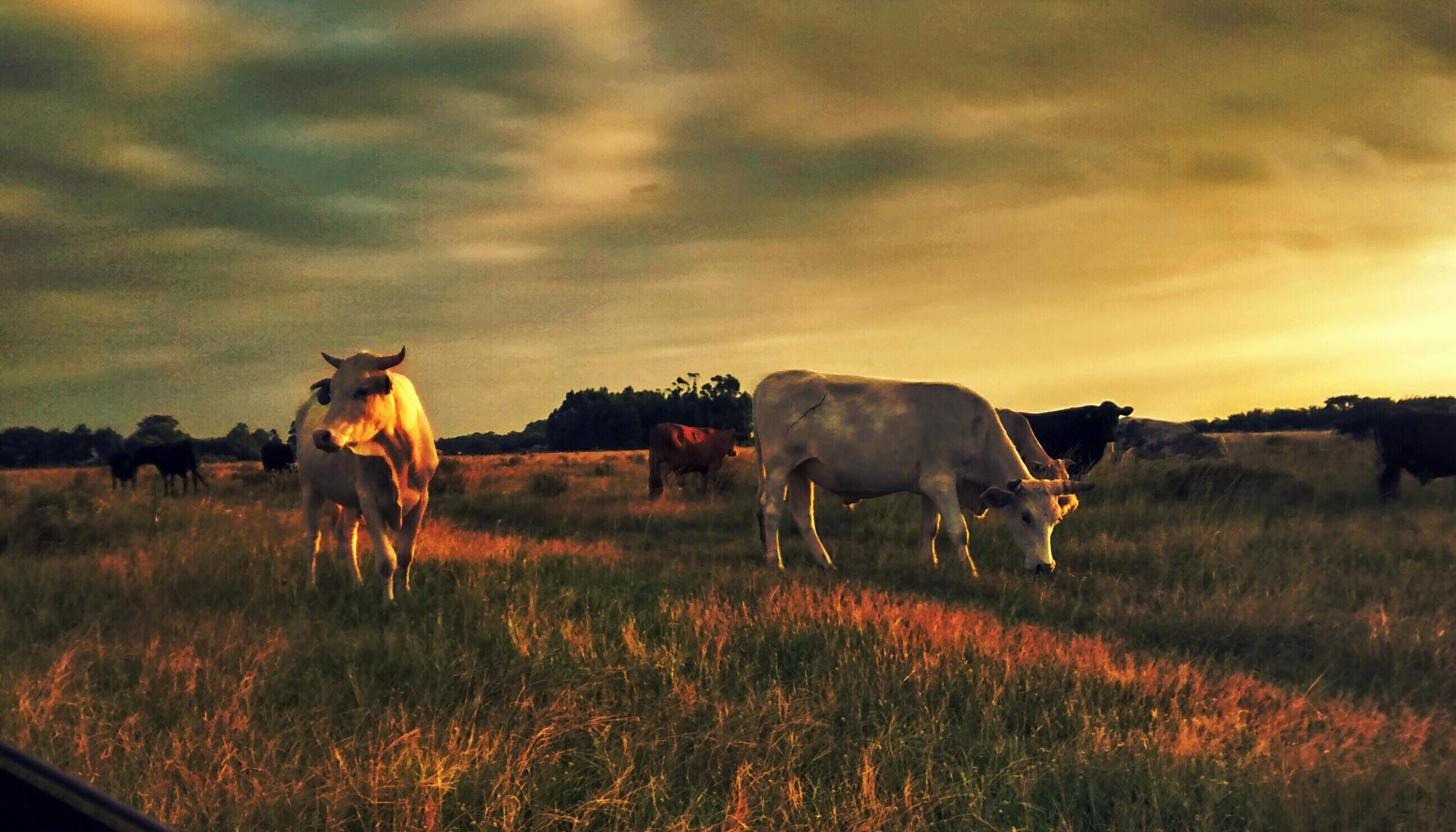
Bestiame nel Rio Grande do Sul.

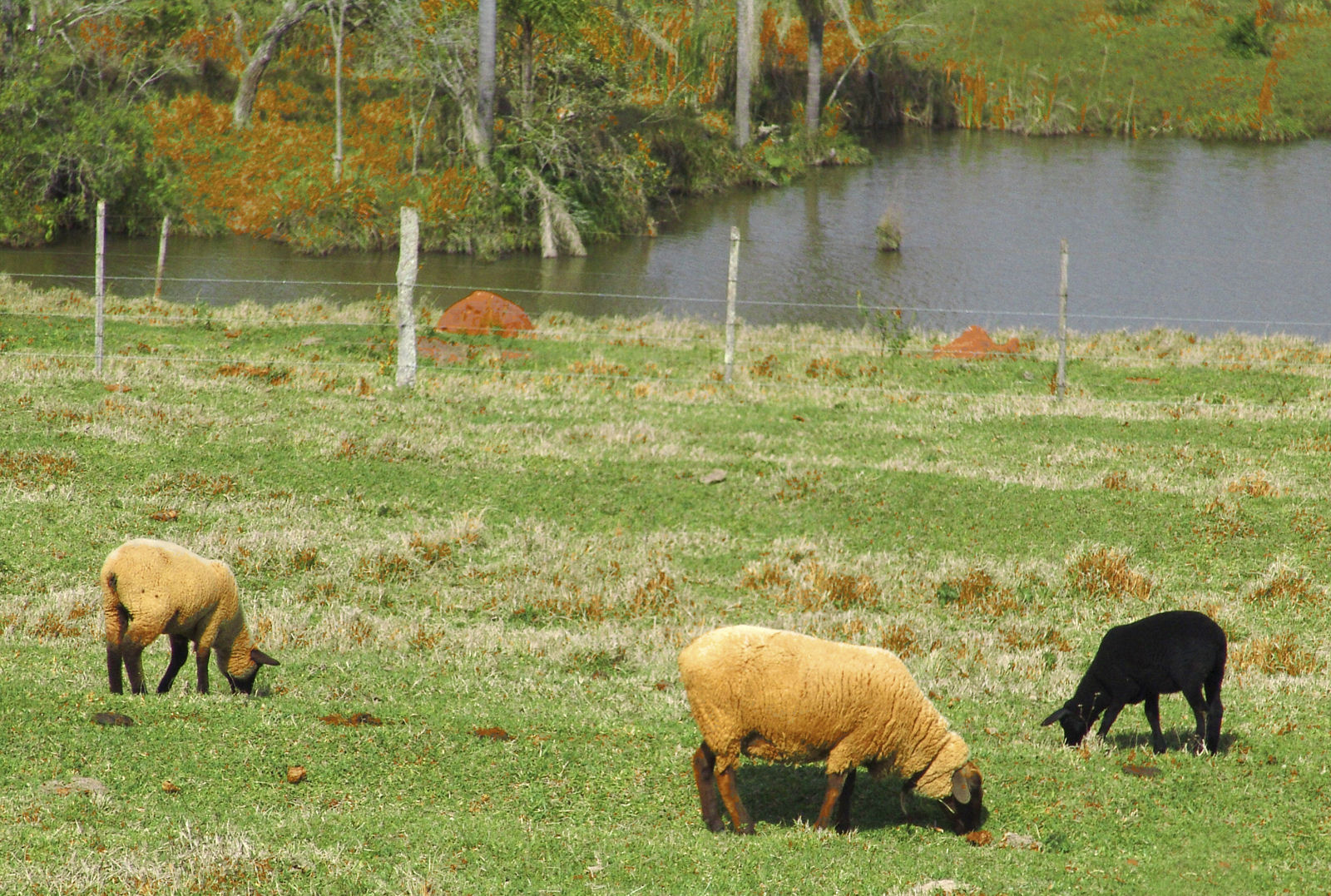
Pecore nel Rio Grande do Sul.

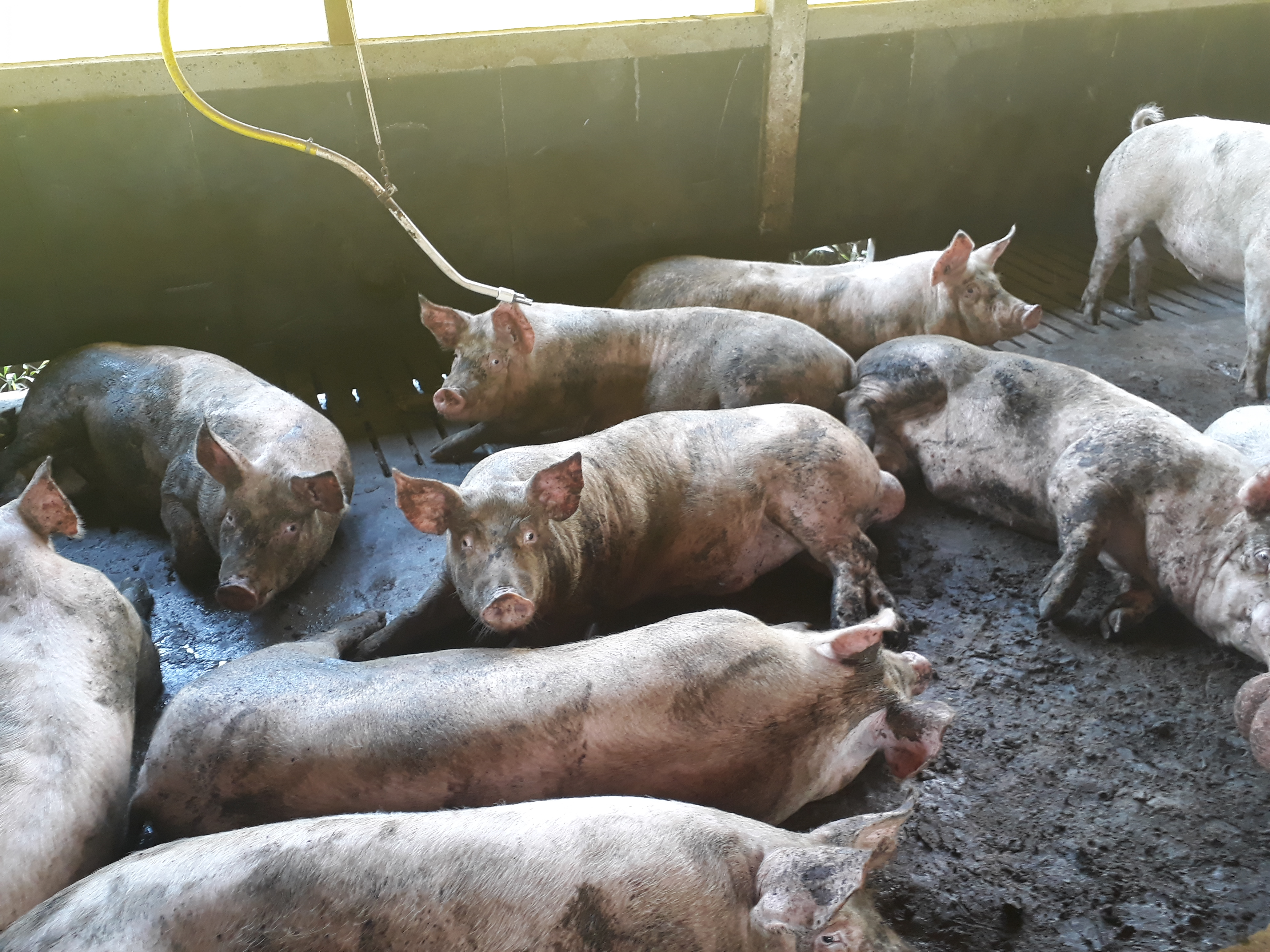
Suini a Santa Catarina.

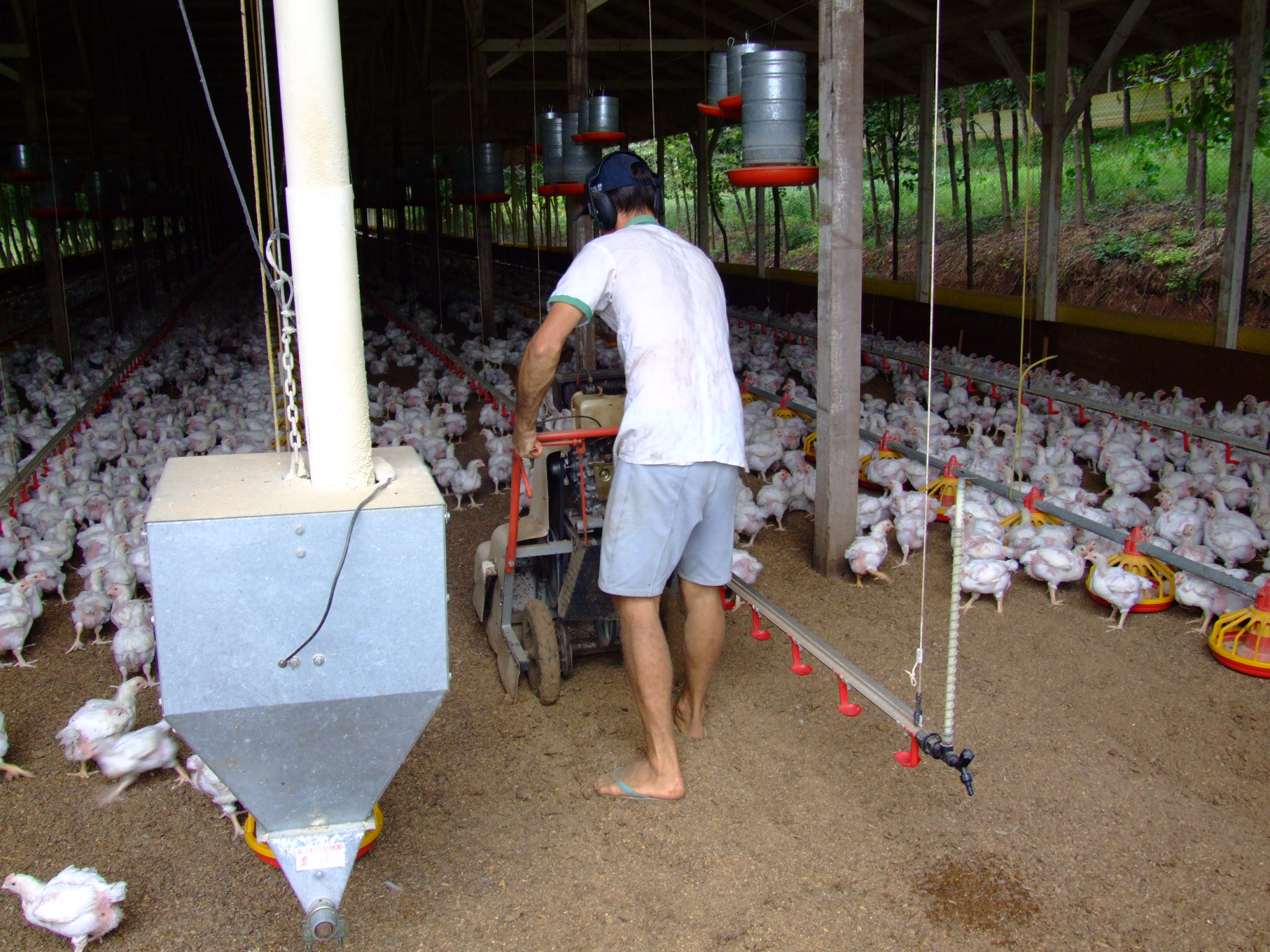
Pollame a Santa Catarina

Nel 2017, la regione meridionale ha raccolto circa il 12% del bestiame brasiliano (27 milioni di capi di bestiame).
In allevamento di pecore, nel 2017, la regione meridionale era la seconda più grande del paese, con 4,2 milioni di capi. L'attività di tosatura ha continuato a essere predominante nel Sud, responsabile del 99% della produzione di lana nel Paese. Il Rio Grande do Sul ha continuato ad essere lo stato con la più alta partecipazione nazionale, rappresentando il 94,1% del totale. I comuni di Santana do Livramento, Alegrete e Quaraí hanno guidato l'attività. Attualmente la produzione di carne è diventata l'obiettivo principale della pastorizia nello Stato, a causa dell'aumento dei prezzi pagati al produttore che ha reso l'attività più interessante e redditizia.
L'allevamento intensivo del bestiame è molto sviluppato anche nel sud, che occupa il primo posto nella classifica della produzione brasiliana di latte. Una parte del latte prodotto nel Sud beneficia delle industrie lattiero-casearie. Il Sud ha il 35,7% della produzione di latte brasiliana, in competizione con il Sud-est (che era il maggior produttore fino al 2014), che ha il 34,2%. Il sud-est ha la più grande mandria di mucche munte: il 30,4% del totale di 17,1 milioni esistenti in Brasile. La produttività più alta, invece, è quella della Regione Sud, con una media di 3.284 litri per vacca all'anno, motivo per cui è in testa alla classifica della produzione di latte dal 2015. Il comune di Castro, in Paraná, è stato il maggior produttore nel 2017, con 264 milioni di litri di latte. Il Paraná è già il secondo più grande produttore nazionale con 4,7 miliardi di litri, superato solo dal Minas Gerais.
In maiale, i 3 stati meridionali sono i maggiori produttori del paese. Santa Catarina è il più grande produttore del Brasile. Lo Stato è responsabile del 28,38% della macellazione del paese e del 40,28% delle esportazioni di carne di maiale brasiliana. Il Paraná, da parte sua, ha un patrimonio riproduttivo di 667.000 abitazioni abitate, con una mandria che rappresenta il 17,85% del totale brasiliano. Il Paraná occupa la seconda posizione nella classifica produttiva del Paese, con il 21,01%, e il terzo posto tra gli stati esportatori, con il 14,22%. Al terzo posto in Brasile c'è il Rio Grande do Sul, con quasi il 15% di partecipazione.
L'allevamento di pollame è forte nel sud. Nel 2018, la regione del Sud, con un'enfasi sulla creazione di polli da macello, era responsabile di quasi la metà del totale brasiliano (46,9%). Il Paraná rappresentava solo il 26,2%. Il Paraná occupa la leadership brasiliana nella classifica degli stati produttori ed esportatori di polli. Il Rio Grande do Sul è al terzo posto nella produzione nazionale, con l'11%.
Nella produzione di uova, la regione meridionale è la seconda più grande del Brasile, con il 24,1% della produzione del paese. Paraná è al 2º posto nella classifica brasiliana, con il 9,6% della partecipazione nazionale.
In allevamento ittico, il Paraná occidentale, nei comuni vicini a Toledo e Cascavel, è diventata la più grande regione di pesca del paese, con la tilapia come principale specie coltivata. L'ovest rappresenta il 69% di tutta la produzione del Paraná, il più grande produttore nazionale, con 112.000 tonnellate. Di questo importo, il 91% si riferisce all'allevamento della tilapia.
La regione meridionale è stata il principale produttore di miele nel paese nel 2017, rappresentando il 39,7% del totale nazionale. Rio Grande do Sul è stato il primo con il 15,2%, Paraná al secondo posto con il 14,3%, Santa Catarina al quinto posto con il 10,2%.

### Estrazione mineraria

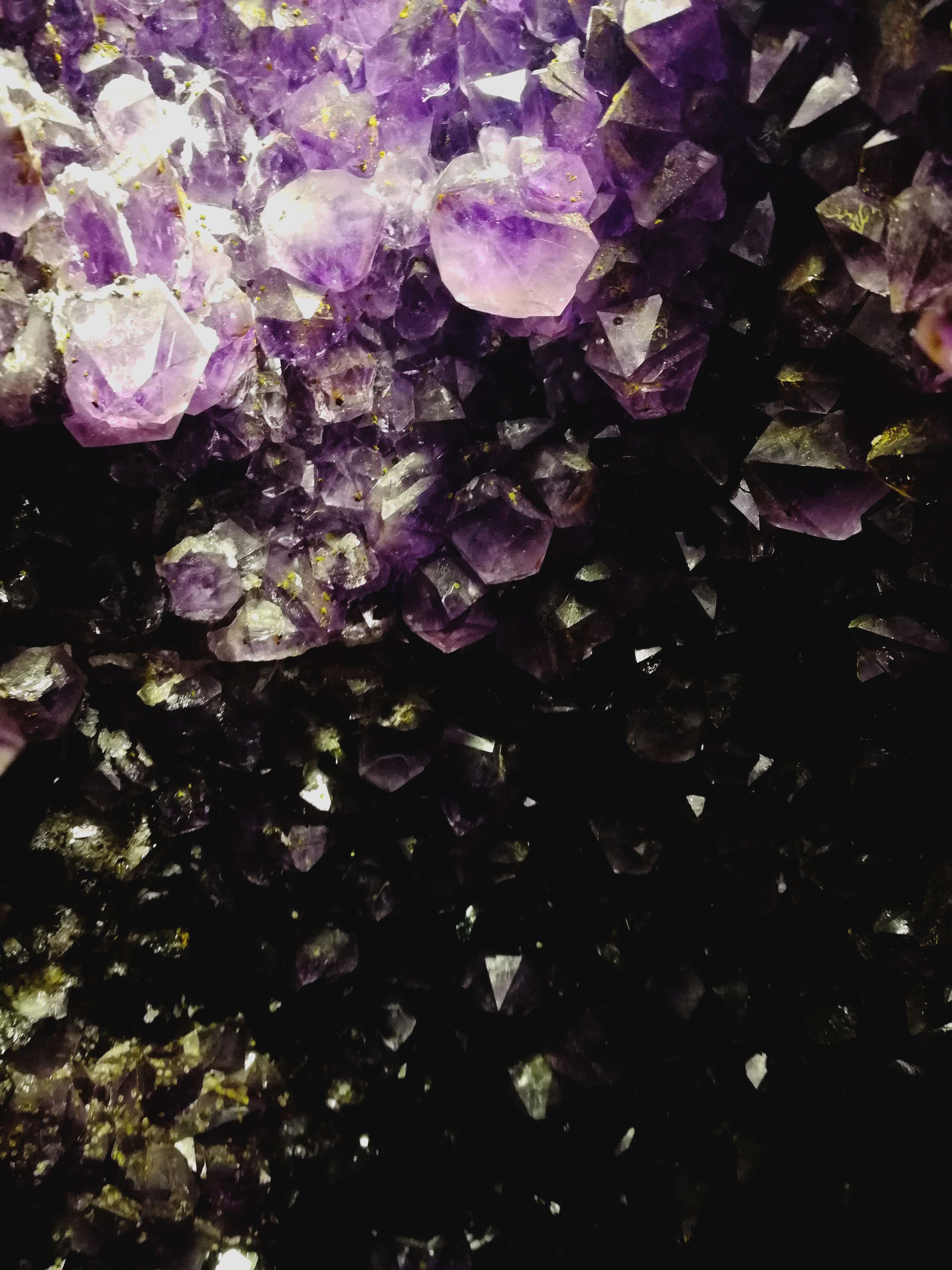
Miniera di ametista ad Ametista do Sul, nel Rio Grande do Sul.

Santa Catarina è il più grande produttore di carbone in Brasile, principalmente nella città di Criciúma e nei suoi dintorni. La produzione di carbone minerale grezzo in Brasile è stata di 13,6 milioni di tonnellate nel 2007. Santa Catarina ha prodotto 8,7 milioni di tonnellate; Rio Grande do Sul, 4,5 milioni di tonnellate; e Paraná, 0,4 milioni di tonnellate. Nonostante l'estrazione di carbone minerale in Brasile, il paese deve ancora importare circa il 50% del carbone consumato, poiché il carbone prodotto nel paese è di bassa qualità, poiché ha una minore concentrazione di carbonio. I paesi che forniscono carbone minerale al Brasile includono il Sud Africa, gli Stati Uniti e l'Australia. Il carbone minerale in Brasile fornisce, in particolare, impianti termoelettrici che consumano circa l'85% della produzione. L'industria del cemento del Paese, invece, si rifornisce di circa il 6% di questo carbone, lasciando il 4% alla produzione di carta cellulosa e solo il 5% all'industria alimentare, ceramica e del grano. Il Brasile ha riserve di torba, lignite e carbon fossile. Il carbone ammonta a 32 miliardi di tonnellate di riserve e si trova principalmente nel Rio Grande do Sul (89,25% del totale), seguito da Santa Catarina (10,41%). Il deposito di Candiota (RS) ha solo il 38% di tutto il carbone nazionale. Poiché è un carbone di qualità inferiore, viene utilizzato solo nella produzione di energia termoelettrica e nel sito di deposito. La crisi petrolifera degli anni '70 ha portato il governo brasiliano a creare il Piano di mobilitazione energetica, con intense ricerche per scoprire nuove riserve di carbone. Il Servizio Geologico del Brasile, attraverso i lavori effettuati nel Rio Grande do Sul e Santa Catarina, ha aumentato notevolmente le riserve di carbone precedentemente note tra il 1970 e il 1986 (principalmente tra il 1978 e il 1983). Quindi carbone di buona qualità, adatto per l'uso in metallurgia e in grandi volumi (sette miliardi di tonnellate), è stato scoperto in diversi depositi nel Rio Grande do Sul (Morungava, Chico Lomã, Santa Teresinha), ma a profondità relativamente grandi (fino a 1.200 m), che finora ne ha impedito l'utilizzo. Nel 2011 il carbone rappresentava solo il 5,6% dell'energia consumata in Brasile, ma è un'importante fonte strategica, che può essere attivata quando, ad esempio, i livelli dell'acqua nelle dighe sono molto bassi, riducendo l'eccesso di approvvigionamento idrico. energia idroelettrica. Ciò è avvenuto nel 2013, quando sono state chiuse diverse centrali termoelettriche, mantenendo così la fornitura necessaria, anche se a un costo maggiore.
Il Paraná è il più grande produttore di scisti bituminosi in Brasile. Nella città di São Mateus do Sul, c'è uno stabilimento Petrobras specializzato nella produzione del materiale. Ogni giorno vengono lavorate circa 7.800 tonnellate.
Rio Grande do Sul è un importante produttore di pietre preziose. Il Brasile è il maggior produttore mondiale di ametista e  agata, e il Rio Grande do Sul è il maggior produttore del paese. L'agata ha un'estrazione locale dal 1830. Il più grande produttore di ametista in Brasile è la città di Ametista do Sul. Questa pietra era molto rara e costosa in tutto il mondo, fino alla scoperta di grandi giacimenti in Brasile, che ne provocò un notevole calo del valore.

### Industria

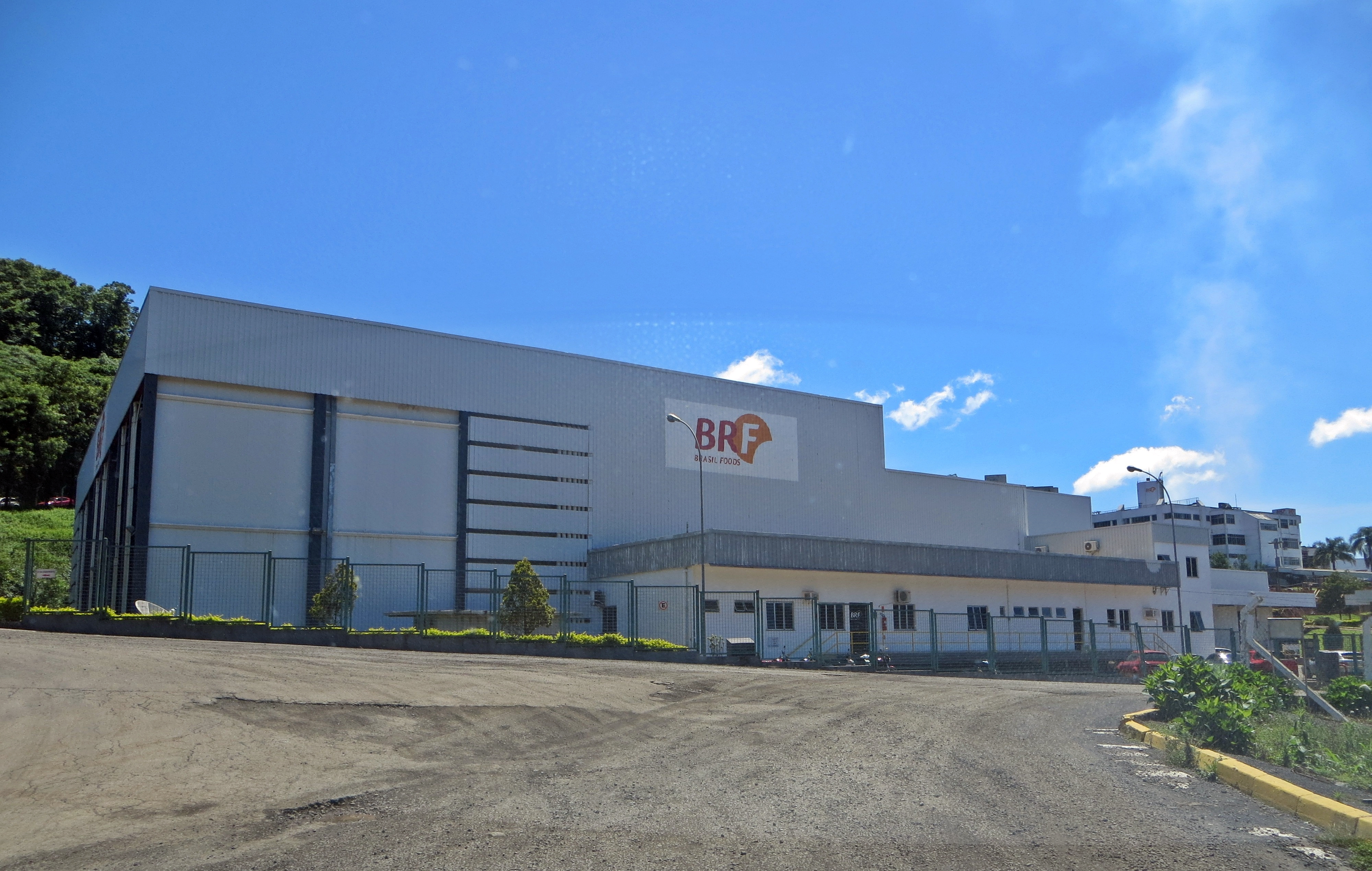
Carniere BRF a Santa Catarina.

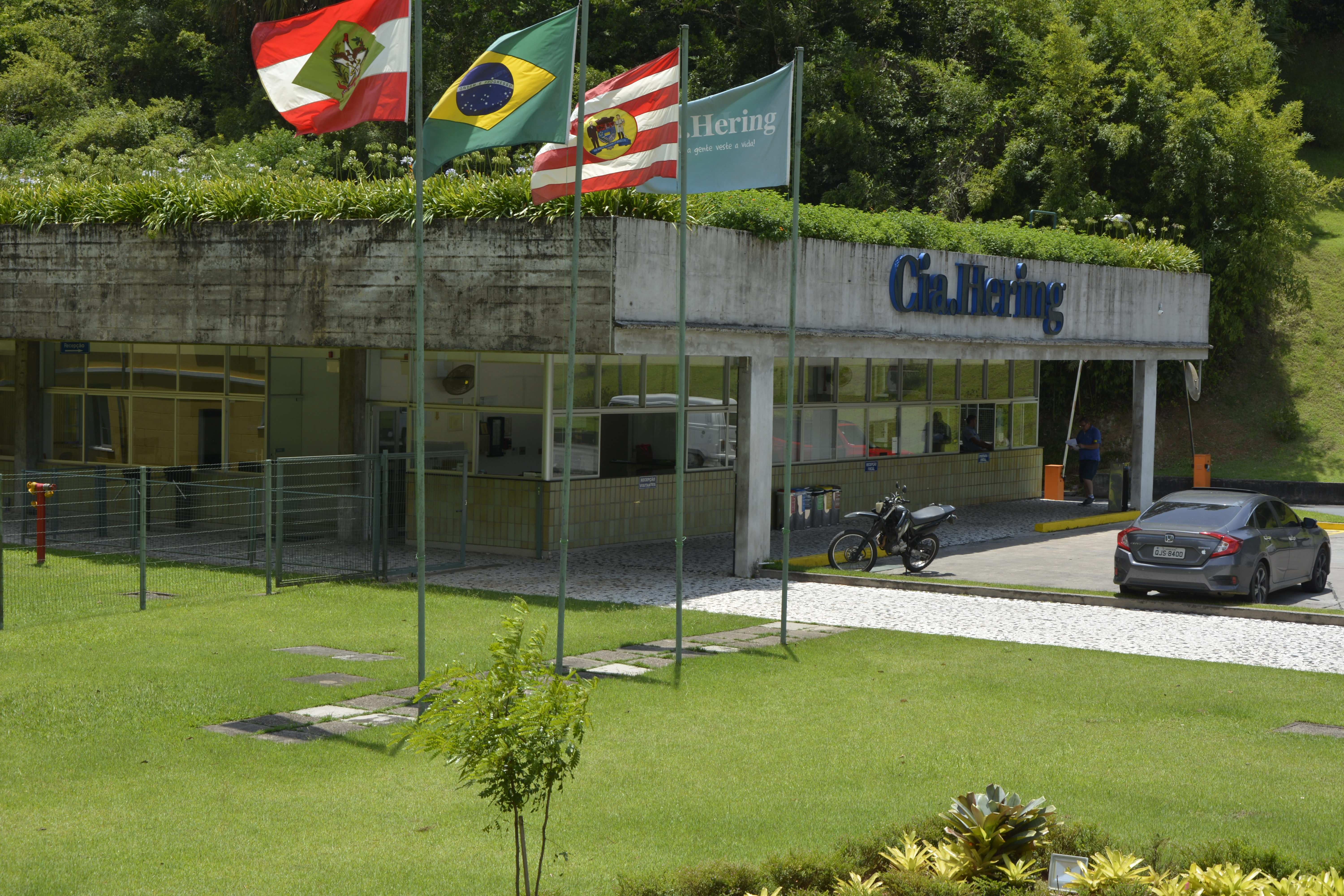
Hering industria tessile a Santa Catarina.

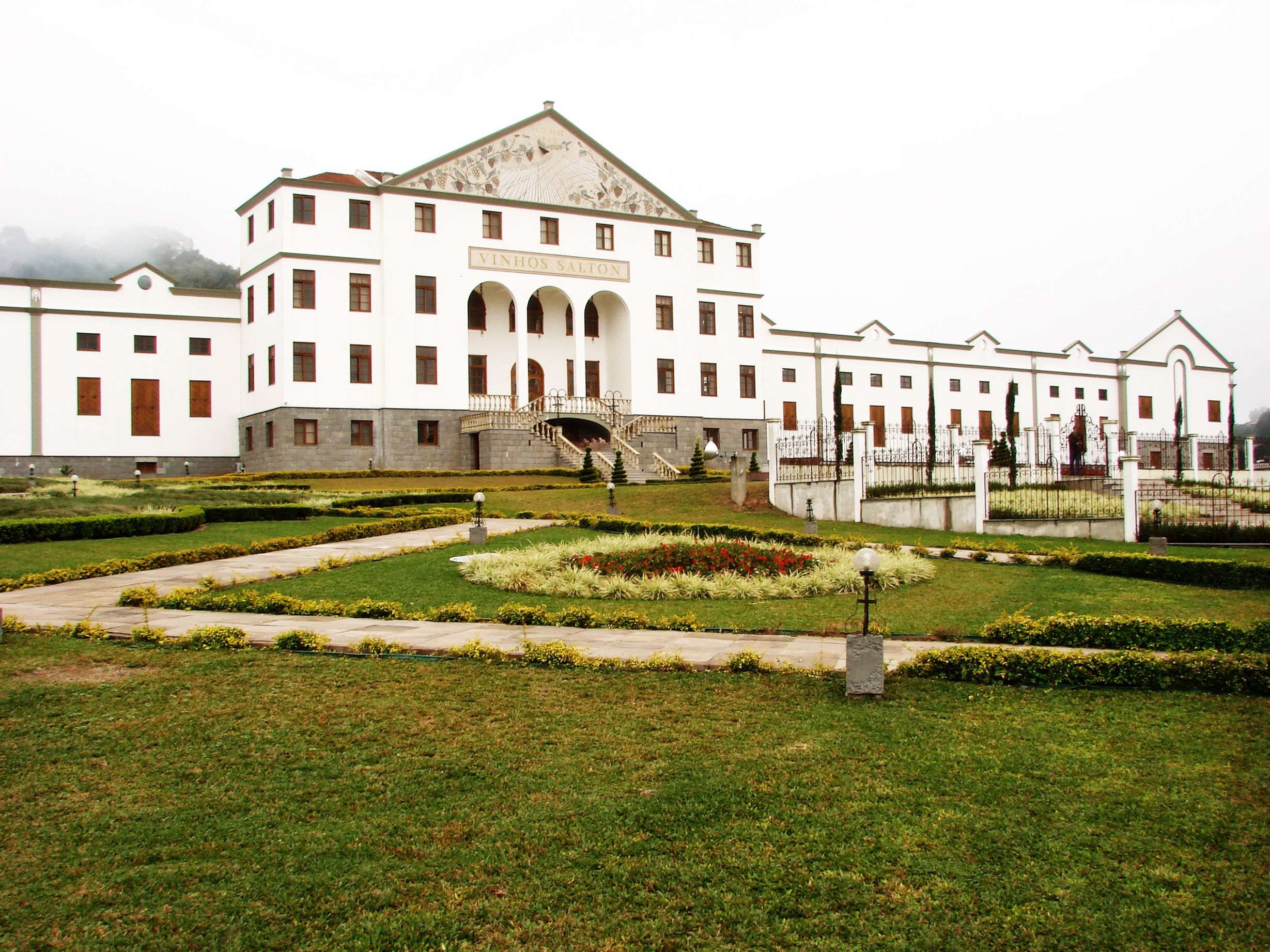
Azienda vinicola Salton a Rio Grande do Sul

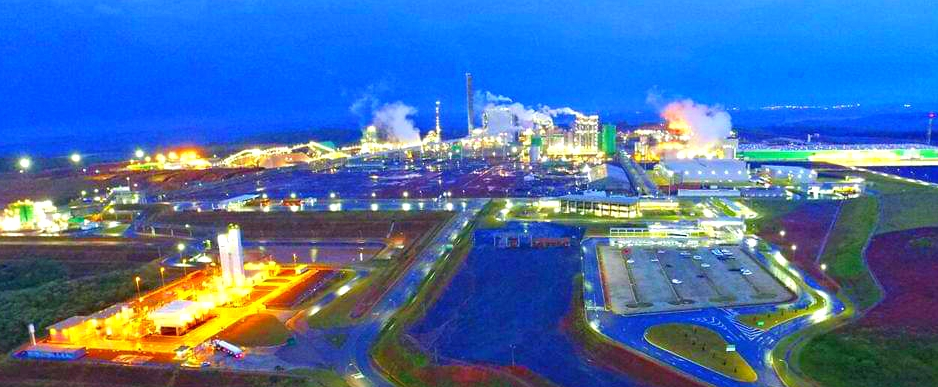
Industria della cellulosa e della carta Klabin in Paraná

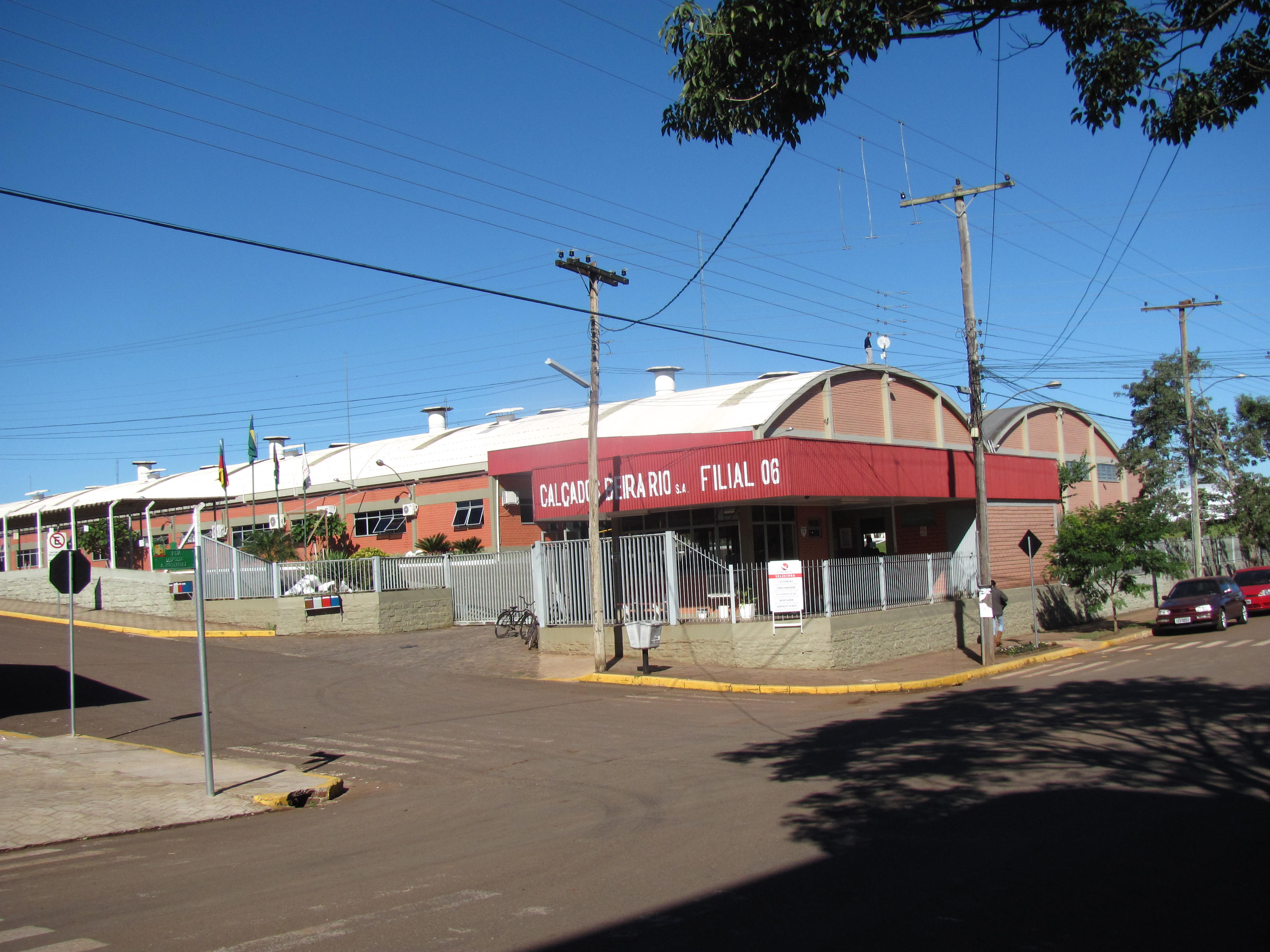
Calzaturificio Beira Rio, Rio Grande do Sul

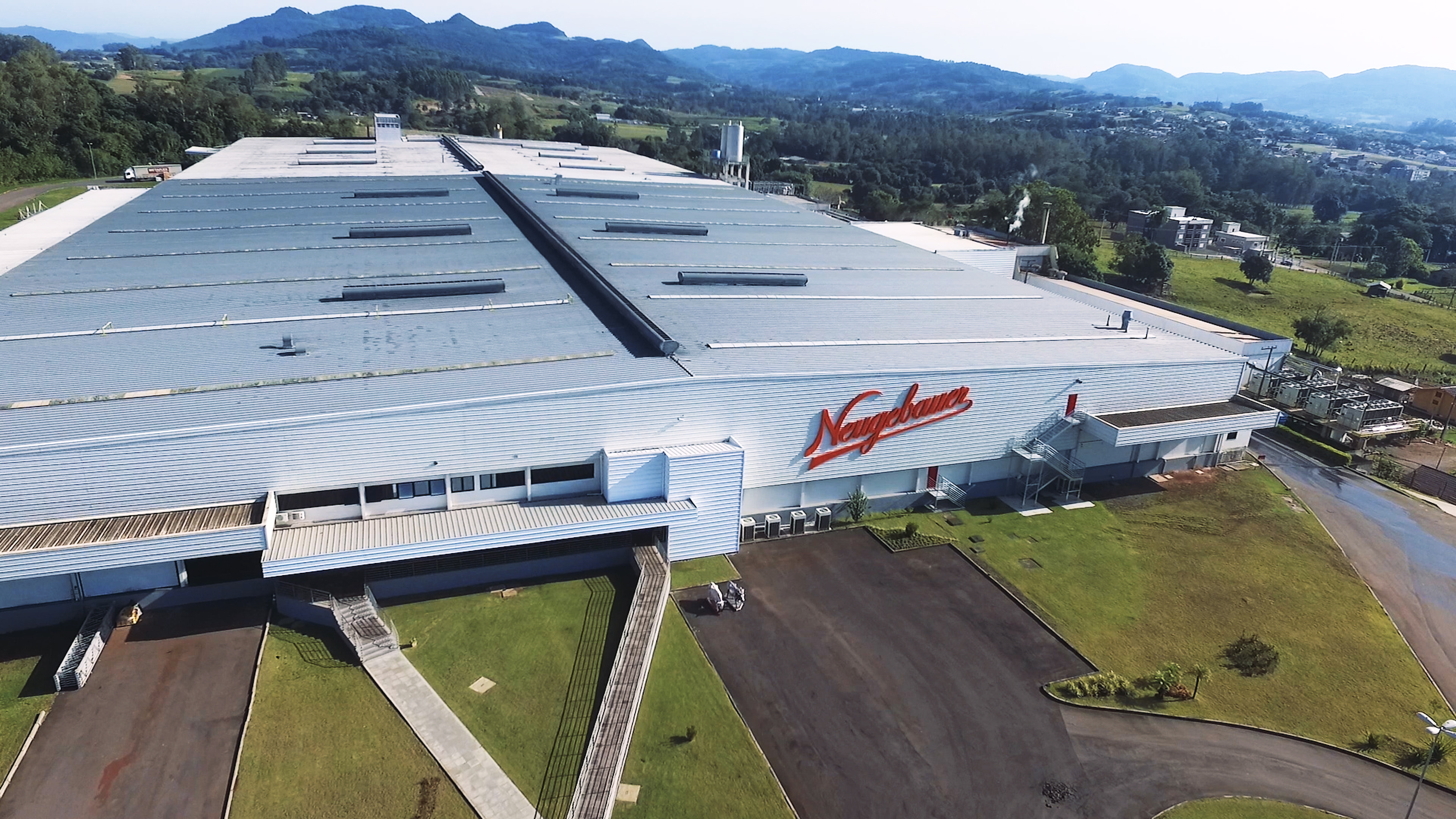
Fabbrica di cioccolato Neugebauer, Rio Grande do Sul

La regione concentra il 20% del PIL industriale del paese.
Nel 2019, Paraná è stato il secondo produttore di veicoli del paese (il Brasile è uno dei 10 maggiori produttori di veicoli al mondo). Paraná ha nel suo territorio gli stabilimenti Volkswagen, Renault, Audi, Volvo e DAF; Santa Catarina ha stabilimenti GM e BMW e Rio Grande do Sul, uno stabilimento GM.
Nel settore alimentare, nel 2019, il Brasile è stato il secondo esportatore mondiale di alimenti trasformati, con un valore di 34,1 miliardi di dollari in esportazioni. Per quanto riguarda la creazione di società nazionali o multinazionali, Rio Grande do Sul ha creato società come Neugebauer, Camil Alimentos, Fruki, Cervejaria Polar, Vinícola Aurora e Vinícola Salton. Santa Catarina ha creato società come Sadia e Perdigão (che in seguito si sono fuse in BRF), Seara Alimentos (che oggi appartiene a JBS), Aurora, Gomes da Costa, Cervejaria Eisenbahn e Hemmer Alimentos. Paraná ha creato aziende come: Frimesa, C.Vale, Nutrimental, Copacol, Coopavel e Matte Leão.
Nel settore calzaturiero, nel 2019 il Brasile ha prodotto 972 milioni di paia, essendo il quarto più grande produttore al mondo, dietro Cina, India e Vietnam, e si colloca all'11º posto tra i maggiori esportatori. Lo stato brasiliano che più esporta il prodotto è il Rio Grande do Sul: nel 2019 ha esportato 448,35 milioni di dollari. La maggior parte del prodotto va negli Stati Uniti, in Argentina e in Francia. Santa Catarina ha anche un centro di produzione di scarpe a São João Batista.
In industria tessile, il Brasile, nonostante sia stato tra i 5 maggiori produttori mondiali nel 2013 e rappresentativo nel consumo di tessuti e abbigliamento, ha avuto pochissimo inserimento nel commercio mondiale. Nel 2015, le importazioni brasiliane si sono classificate al 25º posto (5,5 miliardi di dollari). E nelle esportazioni, si è classificato solo al 40º posto nella classifica mondiale. La partecipazione del Brasile al commercio mondiale di tessili e abbigliamento è solo dello 0,3%, a causa della difficoltà di competere sul prezzo con i produttori in India e principalmente in Cina. Il sud aveva il 32,65% della produzione tessile del paese. Santa Catarina è il secondo più grande datore di lavoro nel settore tessile e dell'abbigliamento in Brasile. Ha ricoperto la leadership nazionale nella produzione di cuscini ed è il più grande produttore dell'America Latina e il secondo al mondo di etichette tessute. È il più grande esportatore della nazione di biancheria da bagno / cucina, tessuti in spugna di cotone e camicie in maglia di cotone. Alcune delle compagnie più famose della regione sono Hering, Malwee, Karsten e Haco.
In industria elettronica, il fatturato dell'industria in Brasile ha raggiunto i 153 miliardi di R $ nel 2019, circa il 3% del PIL nazionale. Il numero di dipendenti nel settore era di 234.500 persone. Il Brasile ha due grandi poli di produzione elettroelettronica, situati a Campinas, nello Stato di San Paolo, e nella Manaus Free Zone, nello Stato di Amazonas. Il paese ha anche altri centri più piccoli, uno dei quali è Curitiba, la capitale del Paraná. Il centro tecnologico di Curitiba ha aziende come Siemens e Positivo Informática. In totale, 87 aziende e 16.000 dipendenti lavorano in Tecnoparque, un'area di 127.000 metri quadrati creata per legge statale nel 2007. Tecnoparque può crescere fino a 400.000 metri quadrati e ricevere fino a quattro volte il numero di lavoratori che ha oggi, raggiungendo 68.000 persone.
Nell'industria degli elettrodomestici, le vendite delle cosiddette apparecchiature "linea bianca" sono state di 12,9 milioni di unità nel 2017. Il settore ha avuto il suo picco di vendite nel 2012, con 18,9 milioni di unità. I marchi che hanno venduto di più sono stati Brastemp, Electrolux, Consul e Philips. Console è originaria di Santa Catarina, fusa con Brastemp e oggi fa parte della multinazionale Whirlpool Corporation. Un altro famoso marchio del sud era Prosdócimo, fondato a Curitiba, che è stato venduto a Electrolux. Nel settore dei piccoli elettrodomestici, l'azienda britannica è originaria di Curitiba.
Nel settore metallurgico, il Sud ha una delle aziende più famose del Paese, Tramontina, che impiega più di 8.500 dipendenti e ha 10 unità produttive. Altre famose aziende del Sud sono Marcopolo, un produttore di carrozzerie di autobus, che aveva un valore di mercato di 2,782 miliardi di R $ nel 2015, e Randon, un gruppo di 9 società specializzate in soluzioni di trasporto, che raggruppa produttori di veicoli, ricambi auto e attrezzature stradali - impiega circa 11.000 persone e ha registrato un fatturato lordo nel 2017 di 4,2 miliardi di R $.
A Santa Catarina, l'industria dei macchinari e delle attrezzature si distingue nella produzione di compressori, essendo leader nelle esportazioni di questo prodotto tra gli stati del paese, oltre ad essere un importante produttore di attrezzature forestali. Nella metallurgia, lo stato ha il più grande produttore nazionale di lavelli, vasche e serbatoi in acciaio inossidabile, trofei e medaglie, elementi di fissaggio (viti, dadi, ecc.), Serbatoi rivestiti per combustibili, recipienti a pressione industriali e connessioni in ghisa malleabile. È il leader mondiale nei blocchi motore e nelle testate in ferro, essendo il più grande esportatore di questo prodotto in Brasile. 
Nel settore della cellulosa e carta, la produzione di cellulosa brasiliana è stata di 19.691 milioni di tonnellate nel 2019. Il paese ha esportato quest'anno 7,48 miliardi di dollari di cellulosa, 3,25 miliardi di dollari solo in Cina. Le esportazioni dell'industria forestale brasiliana sono ammontate a 9,7 miliardi di dollari (7,48 miliardi di dollari in pasta di legno, 2 miliardi di dollari in carta e 265 milioni di dollari in pannelli di legno). La produzione di carta è stata di 10.535 milioni di tonnellate nel 2019. Il paese ha esportato 2.163 milioni di tonnellate. Nel 2016, l'industria della cellulosa e della carta nel sud del paese rappresentava il 33% del totale nazionale. Quest'anno Paraná è stata leader nazionale nella produzione di legno tondo (principalmente eucalipto) per l'industria della pasta di legno e della carta (15,9 milioni di m³); Il Brasile è stato il secondo paese che ha prodotto la maggior parte della polpa al mondo e l'ottavo nella produzione di carta. La città che ha prodotto di più questi boschi in Brasile è stata Telêmaco Borba (PR), e la quinta più grande è stata Ortigueira (PR).